# Powiat bielski (1795–1919)
Powiat bielski (niem. Kreis Bielsk, ros. Бельский уезд) – jednostka administracyjna na ziemiach zabranych istniejąca w latach 1795–1919. W latach 1795-1807 należał do Królestwa Prus (do departamentu białostockiego Prus Nowowschodnich), a od 1808 do Imperium Rosyjskiego (w latach 1808–1843 do obwodu białostockiego a 1843–1915 do guberni grodzieńskiej).
Podczas I wojny światowej (1915–1919) należał do okupowanego przez Niemcy Ober-Ostu (w latach 1915–1916 w okręgu Białystok, a 1916–1918 w okręgu Białystok-Grodno) oraz do Królestwa Litwy (1918). W sierpniu 1919 przeszedł pod administrację polską.
Siedzibą powiatu było miasto Bielsk.

## Królestwo Prus(1795–1807)
16 listopada 1794 upadło powstanie kościuszkowskie, w rok później upadła I Rzeczpospolita. Po trzecim rozbiorze tereny północno-wschodniej Polski weszły w skład państwa pruskiego, które utworzyło z nich nową prowincję Prusy Nowowschodnie z podziałem na dwa departamenty: białostocki i płocki. Departament białostocki podzielono na dziesięć powiatów (dystryktów) – jednym z nich był powiat bielski.
Powiat bielski objął inicjalnie 6 miast: Bielsk, Boćki, Kleszczele, Narew, Orla i Rudka; później 5 miast, bo w 1800 roku Rudki nie zaliczono już do miast.

## Imperium Rosyjskie(1808–1915)

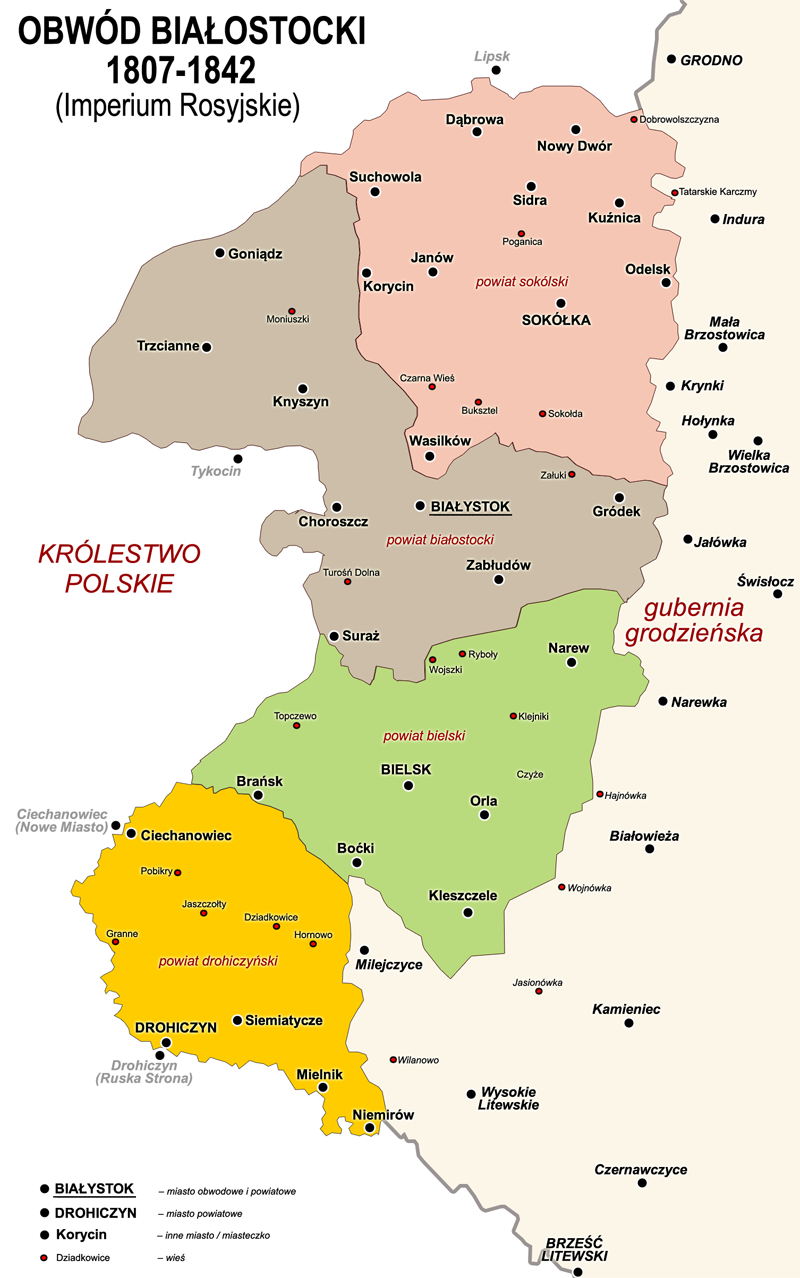
Powiat bielski (kolor zielony) w obwodzie białostockim

Powiat bielski w składzie guberni grodzieńskiej

W 1808 roku, na mocy traktatu tylżyckiego, terytorium powiat bielski odłączono od Prus i przekazano Rosji, gdzie wszedł w skład obwodu białostockiego. Po zlikwidowaniu w 1843 obwodu białostockiego powiat bielski przeszedł do guberni grodzieńskiej, gdzie równocześnie włączono do niego zlikiwdowany powiat drohiczyński.

### Podział administracyjny powiatu
Inicjalnie w skład powiatu bielskiego wchodziło 8 włości:
- włość oleksińska – Oleksin
- włość dubiażyńska – Dubiażyn
- włość klejnicka – Klejniki
- włość łosińska – Łosinka
- włość maleszewska – Malesze
- włość nowoberezowska – Nowoberezowo
- włość orleńska – Orla
- włość pasynkowska – Pasynki

W 1890 roku powiat obejmował 6 miast, 5 miasteczko i 15 gmin (wołości) i tyle samo w 1913 roku:
Miasta:
- miasto Bielsk (3733 mieszk.)
- miasto Brańsk (1960 mieszk.)
- miasto Drohiczyn (845 mieszk.)
- miasto Kleszczele (932 mieszk.)
- miasto Mielnik (739 mieszk.)
- miasto Narew (729 mieszk.)

Miasteczka:
- Boćki (2636 mieszk.)
- Ciechanowiec (5569 mieszk.)
- Niemirów
- Orla (3003 mieszk.)
- Siemiatycze (6151 mieszk.)

Gminy:
- gmina aleksandrowska – siedziba: wieś Aleksandrówka (4812 mieszk., 48 wsi)
- gmina oleksińska – siedziba: wieś Oleksin (4680 mieszk., 39 wsi)
- gmina grodziska – siedziba: wieś Grodzisk (5522 mieszk., 81 wsi)
- gmina dubiażyńska – siedziba: wieś Dubiażyn (6638 mieszk., 70 wsi)
- gmina klejnicka – siedziba: wieś Klejniki (7199 mieszk., 31 wsi)
- gmina łosińska – siedziba: wieś Łosinka (4608 mieszk., 43 wsi)
- gmina maleszewska – siedziba: wieś Malesze (5079 mieszk., 84 wsi)
- gmina narojska – siedziba: wieś Narojki (5574 mieszk., 61 wsi)
- gmina nowoberezowska – siedziba: wieś Nowoberezowo (5468 mieszk., 25 wsi)
- gmina orleńska – siedziba: miasteczko Orla (4384 mieszk., 32 wsi)
- gmina pawłowska – siedziba: wieś Pawły (6013 mieszk., 31 wsi)
- gmina pasynkowska – siedziba: wieś Pasynki (5130 mieszk., 34 wsi)
- gmina rajska – siedziba: wieś Haćki (6129 mieszk., 53 wsi)
- gmina siemiatycka – siedziba: miasteczko Siemiatycze (5537 mieszk., 76 wsi)
- gmina skórzecka – siedziba: wieś Skórzec (4230 mieszk., 87wsi)

Gminy wiejskie objęły łączne 544 wsie, 49 majątków i folwarków oraz 28 uroczysk i innych elementów topograficznych.

### Wzmianka z 1880 roku
Jak podaje SGKP, powiat bielski gub. grodzieńskiej zajmuje według Strelbickiego 3 130 wiorst kw., a według urzędowych danych 325 625 dziesięcin., z czego przypada 14 520 dzies. na własność rządową, a 37 086 ogółem na lasy.
Ludności ma 122 041 t. j. 39 na 1 wiorstę kw. Stosunek wyznań łatwo oznaczyć, biorąc powyższą cyfrę katolików dekanatu bielskiego (który się rozciąga na cały powiat) i wiedząc, że izraelitów liczono tu 1857 roku 11 616, a ewangelików 249. W tymże roku liczono włościan męzczyzn 11024, obywateli ziemskich 229. Ludność prawosławna ma w pow. bielskim trzy dekanaty: bielski, drohiczyński i kleszczelski; w bielskim było 1857 r. 16 parafij i 27 000 wiernych. Izraelici mieli w powiecie 4 synagogi i 18 domów modlitwy (tegoż roku).
Dzieli się powiat bielski na 4 stany (zarządy policyjne): B., Brańsk, Ciechanowiec i Siemiatycze; gmin liczy 15 (w 1857 miał gmin 11, wsi 230).
Roku 1878 było w powiecie fabryk sukna 15 z produkcyą roczną, na 
662723 rs.; browarów 8, z prod. 16750 rs.; garbarni 3, z prod. 1095 rs.; fabryka miodu 1, z produkcyą 425 rs.
Co do powierzchni gruntu, to wzgórza znajdują się w półn. części powiatu nad Narwią i ku półn.-wsch. od Bielska. Na prawym brzegu Łoknicy na półn. od wsi Miękisz jest wyżyna zwana „Wałem,” na lewym zaś brzegu tej samej rzeki t. z. „góry Książęce”. Niziny zajmują połud. część powiatu, mianowicie też koło Ciechanowca i Drohiczyna; równiny koło Bielska (błota bielskie), Orli, Bociek, Brańska. Między Kleszczelami a wsią Czerepki równina piaszczysta, bezwodna.
Rzeki główne Bug i Narew, z dopływami: Łoknica, Orlanka, Liza (Narwi) i Nurzec (Bugu). Jeziór większych niema, błota nad Narwią, OrIanką, Nurczykiem, Nurcem, oraz między Narwią i Lizą. Główne zajęcie mieszkańców rolnictwo. Gleba najlepsza na pograniczu Królestwa.
Około 1857 obliczano wysiew: żyta. 24099 czetw.; pszenicy 5131; jęczmienia 6765; owsa 15310; grochu 3065; prosa 670; kartofli 18512. Sprzęt zaś: żyta 120,495; pszenicy 30,786; jęczmienia 27060; owsa 61,240; grochu 9,195; prosa 10,050; kartofli 166,878. Ogrodnictwo pięknie rozwinięte. Łąki najlepsze nad Nurcem, Bugiem, Orlanką, Białą, Łososną i Bronką.
Największy jarmark w powiecie w mieście Ciechanowcu 11 kwiet. (na konie).

### Spis ludności z 1897
Według spisu z 1897 r. w powiecie mieszkało 164,4 tys. osób. Skład językowy: ukraiński – 39,1%; polski – 34,9%; żydowski – 14,9%; rosyjski – 5,9%; białoruski – 4,9%.

## I wojna światowa

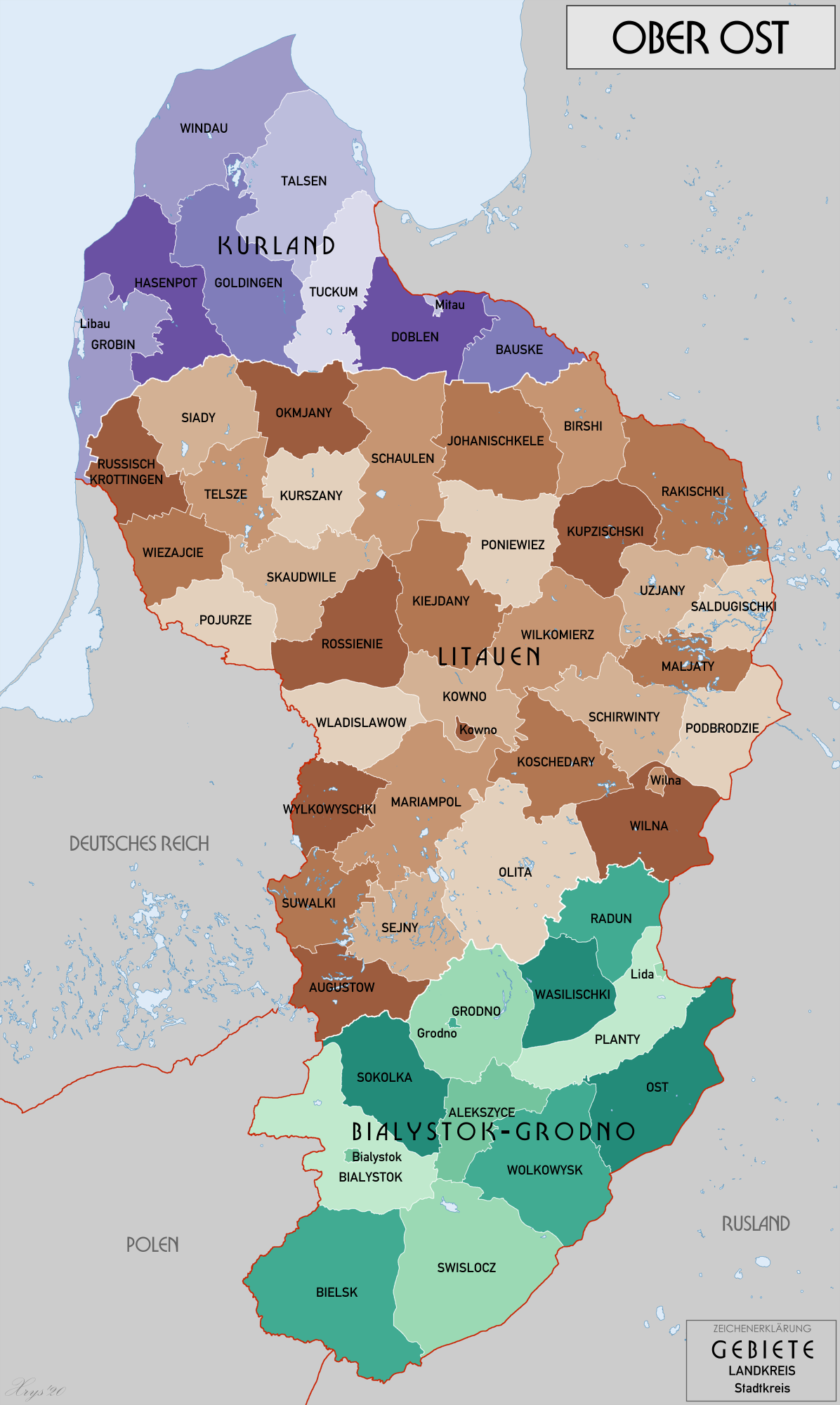
Powiat bielski w okręgu Białystok-Grodno w ramach Ober-Ost

Podczas I wojny światowej (1915–1919) powiat bielski należał do okupowanego przez Niemcy Ober-Ostu (w latach 1915–1916 w okręgu Białystok, a 1916–1918 w okręgu Białystok-Grodno), a następnie do Królestwa Litwy (1918).
Po I wojnie światowej, 14 sierpnia 1919, obszar rosyjskiego powiatu bielskiego w całości przypadł Polsce, wchodząc w skład w województwa białostockiego jako powiat bielski. Rząd polski utrzymał zatem dawny rosyjski podział administracyjny na powiaty.